# Вишняково (Псковская область)
Вишняко́во — деревня в Печорском районе Псковской области России. Входит в состав сельского поселения «Круппская волость».
Расположена на севере района в 2 км от берега Псковского озера и в 4 км к юго-востоку от волостного центра, деревни Крупп. На западе примыкает деревня Дуравино. В 4 км к западу от деревни проходит граница РФ с Эстонией.

## Население
Численность населения деревни по состоянию на конец 2000 года составляла 60 жителей.
| 2001 | 2002 | 2010 |
| ---- | ---- | ---- |
| 60   | ↘45  | ↘43  |